# Аризона Койотис
«Аризона Койо́тис» (англ. Arizona Coyotes) — бывший профессиональный хоккейный клуб, выступавший в Национальной хоккейной лиге. Клуб базировался в городе Темпе, штат Аризона, США.

## История
До 1996 года клуб выступал в Виннипеге под названием «Виннипег Джетс».
В конце 1990-х «Койотис», имея в составе таких хоккеистов, как Ткачук, Рёник, Нумминен, Твердовский, Хабибулин, показывали хорошую игру в регулярных чемпионатах, но проигрывали в первых раундах розыгрыша Кубка Стэнли. «Анахайм», «Детройт», «Сент-Луис», «Колорадо» по очереди побеждали «Койотов» с 1997 по 2000 год.
Перед началом сезона 1999/2000 команда обменяла Твердовского в «Анахайм» и рассталась со старшим тренером Джимом Шонефельдом. Из-за разногласий по новому контракту весь сезон был вынужден пропустить бастовавший Николай Хабибулин. Несмотря на это «Койоты» во главе со своим новым тренером Бобби Фрэнсисом заняли шестое место в Западной конференции.
По ходу сезона 2000/01 у команды появилась новая группа владельцев во главе с Уэйном Гретцки, и после непопадания в плей-офф «Койотис» взяли курс на омоложение состава. Ткачука обменяли в «Сент-Луис», Хабибулина — в «Тампу-Бэй», не был продлён контракт и с Рёником.
В сезоне 2001/02 клуб сенсационно вышел в плей-офф. Основная заслуга в этом принадлежала вратарю Шону Бурку, ставшему по результатам сезона одним из претендентов на звание лучшего игрока НХЛ. Два года спустя команда «скатилась» в число последних и, как следствие, старший тренер Бобби Фрэнсис потерял своё место.

Основной логотип команды использовавшийся с 2003 по 2021 годы

С 2005 по 2009 год тренером клуба был Уэйн Гретцки, но под его руководством «Койоты» ни разу не смогли стать участниками плей-офф Кубка Стэнли.
После ухода Уэйна Гретцки в 2009 году тренером клуба стал Дэйв Типпетт. Под его руководством в сезоне 2009/2010 команда впервые за восемь лет вышла в плей-офф, но в упорной борьбе уступила в первом раунде «Детройт Ред Уингз» со счётом 3–4 в серии.
В сезоне 2010/2011 «Финикс» второй год подряд вышел в плей-офф, но «Детройт Ред Уингз» вновь выбил «койотов» из розыгрыша Кубка Стэнли в первом раунде со счетом 0–4.
В сезоне 2011/2012 «Финикс» впервые в своей истории занял первое место в Тихоокеанском дивизионе, а в плей-офф дошёл до финала конференции, где в пяти матчах уступил будущему чемпиону «Лос-Анджелес Кингз» со счётом 1–4.
В сезонах 2012/2013 и 2013/2014 «койоты» не смогли попасть в плей-офф.
После того как в 2009 году клуб обанкротился и стал собственностью НХЛ, многократно сообщалось о возможном переезде франшизы в другой город. В июле 2013 года городской совет Глендейла одобрил сдачу домашней арены «койотов» в долгосрочную аренду фирме «Renaissance Sports and Entertainment». В августе 2013 года НХЛ продала команду группе компаний «IceArizona Acquisition Co LLC». Новые владельцы клуба подтвердили, что команда останется в Глендейле и будет переименована в «Аризону Койотис» с сезона 2014/2015. Перед драфтом 2014 года команда официально сменила название. 12 октября 2014 года Эндрю Бэрроуэй — бизнесмен из Филадельфии, управляющий инвестиционным фондом, приобрёл 51 % акций клуба, став тем самым главным владельцем команды.
10 июня 2015 года городской совет Глендейла проголосовал за досрочное расторжение договора между городом и клубом об аренде арены, на которой выступают «койоты», что поставило под сомнение дальнейшее пребывание команды в городе. В июле того же года, контракт между Глендейлом и «Койотис» был переподписан на новых условиях сроком на 2 года.
19 августа 2021 года власти города Глендейл отказались продлевать договор аренды арены с клубом и объявили, что сезон 2021/22 станет последним для «Аризоны» на этой арене. 10 февраля 2022 года руководство клуба объявило о переезде «Койотис» в Темпе с сезона 2022/23, где на время строительства новой арены будет выступать на стадионе Университета штата Аризона вместимостью 4600 зрителей.
«Койотис» несколько лет не могли найти место для новой арены, а в мае 2023 года проект нового стадиона «Аризоны» был и вовсе отклонён на референдуме среди жителей города Темпе.
18 апреля 2024 года Совет директоров НХЛ одобрил продажу «койотов» самой лиге за $ 1 млрд и создание клуба в Солт-Лейк-Сити за $ 1,2 млрд, который будет принадлежать бизнесмену и владельцу клуба НБА «Юты Джаз» Райану Смиту. $ 200 млн. будут выплачены владельцам лиги в качестве платы за переезд. При этом «Юта» не будет считаться правопреемеником «Койотис». Все хоккеисты «Аризоны», тренерский штаб и прочий персонал, а также драфт-пики переходят в новую команду в Юте. Но несмотря на это, лига и прежний владелец «койотов» Алекс Меруэло оставляли за собой права на название «Аризона Койотис», их логотип и весь остальной брендинг. Франшиза переведена во временно неактивный статус сроком на 5 лет. Потенциально «Аризона Койотис» сможет вернуться в лигу и набрать состав через драфт расширения, если до 2029 года будет построена новая арена.
В апреле мэр Скоттсдейла выступил против строительства арены для «Койотис» на границе Скоттсдейла и Финикса из-за полного отсутствия подходящей инфраструктуры. В итоге в июне «койотам» вновь отказали в планах на постройку арены. Меруэлло в конце концов отказался от планов о постройке нового стадиона, необходимого для возвращения в НХЛ, передав все права на франшизу самой лиге. В июле 2024 года Алекс Меруэлло официально отказался от планов возвращения команды, и тем самым клуб официально прекратил свое существование.

## Статистика
Сокращения: И = сыгранные матчи в регулярном чемпионате, В = победы, П = поражения, ПО = поражения в овертаймах, О = очки, ЗШ = забитые шайбы, ПШ = пропущенные шайбы, РШ = разница шайб (+-), Рег. чемп. = место, занятое в указанном дивизионе по итогам регулярного чемпионата, Плей-офф = результат в плей-офф
| Сезон   | И  | В  | П  | ПО | О  | ЗШ  | ПШ  | РШ   | Рег. чемп.       | Плей-офф |
| 2019-20 | 71 | 33 | 29 | 8  | 74 | 195 | 187 | -39  | 5, Тихоокеанский | победа в квалификационном раунде, 3-1 («Нэшвилл Предаторз») поражение в первом раунде, 1-4 («Колорадо Эвеланш») |
| 2020-21 | 56 | 24 | 26 | 6  | 54 | 153 | 176 | -23  | 5, Западный      | не попали |
| 2021-22 | 82 | 25 | 50 | 7  | 57 | 207 | 313 | -106 | 8, Центральный   | не попали |
| 2022-23 | 82 | 28 | 40 | 14 | 70 | 228 | 299 | -71  | 7, Центральный   | не попали |
| 2023-24 | 82 | 36 | 41 | 5  | 77 | 254 | 274 | -20  | 7, Центральный   | не попали |

## Команда

### Закреплённые номера
Выведенные из обращения
- 19 — Шейн Доун, крайний нападающий (1995—2015). Выведен из обращения 24 февраля 2019 года[12][13].

Почётные номера
- 7 — Кит Ткачук, крайний нападающий (1991—2001). Увековечен 23 декабря 2011 года.
- 9 — Бобби Халл, крайний нападающий (1972—1980). Выведен из обращения в «Виннипег Джетс» 19 февраля 1989 года.
- 10 — Дэйл Хаверчук, центральный нападающий (1981—1990). Увековечен 5 апреля 2007 года.
- 25 — Томас Стин, крайний нападающий (1981—1995). Увековечен  6 мая 1995 года.
- 27 — Теппо Нумминен, защитник (1988—2003). Увековечен  30 января 2010 года.
- 97 — Джереми Рёник, центральный нападающий (1996—2001, 2006—2007). Увековечен  11 февраля 2012 года.
- 99 — Уэйн Гретцки, центральный нападающий (1979—1999). Выведен из обращения во всей НХЛ 6 февраля 2000 года. Увековечен 8 октября 2005 года.

## Индивидуальные рекорды
- Наибольшее количество очков за сезон: Теему Селянне — 132 (76+56 в 1992-93)
- Наибольшее количество заброшенных шайб за сезон: Теему Селянне — 76 (1992-93)
- Наибольшее количество результативных передач за сезон: Фил Хаусли — 79 (1992-93)
- Наибольшее количество штрафных минут за сезон: Тай Доми — 347 (1993-94)
- Наибольшее количество очков, набранных защитником за один сезон: Фил Хаусли — 97 (18+79 в 1992-93)
- Наибольшее количество сыгранных игр среди вратарей в регулярных чемпионатах: Илья Брызгалов (2007–2011) — 257
- Наибольшее количество минут, проведенных на поле в регулярных чемпионатах, среди вратарей: Илья Брызгалов (2007–2011) — 15 071 мин 14 сек
- Наибольшее количество побед среди вратарей в регулярных чемпионатах: Илья Брызгалов (2007–2011) — 130
- Наибольшее количество «сухих» игр в регулярном сезоне: Николай Хабибулин (1998-99), Илья Брызгалов (2009-10) и Майк Смит  (2011-12) — по 8
- Наибольшее количество «сухих» игр в регулярных чемпионатах: Майк Смит (2011–2017) — 22
- Наибольшее количество сыгранных игр среди вратарей в Кубке Стэнли: Николай Хабибулин (1996–1999) — 18
- Наибольшее количество побед среди вратарей в Кубке Стэнли: Майк Смит (2011-2012) — 9
- Наибольшее количество «сухих» игр в плей-офф в сезоне: Майк Смит (2011-2012) — 3
- Наибольшее количество минут, проведенных на льду в плей-офф в сезоне, среди вратарей: Майк Смит (2011-2012) — 1026 мин 49 сек
- Наибольшее количество минут, проведенных на льду в Кубке Стэнли, среди вратарей: Николай Хабибулин (1996–1999) — 1059 мин 45 сек